# Maria Bohuszewiczówna
Maria Stefania Bohuszewiczówna ps. „Regina”, „Wanda”, „Weneda” (ur. 4 stycznia 1865 w majątku Ceperka k. Słucka, zm. w 1887 w Krasnojarsku) – polska nauczycielka, działaczka ruch robotniczego, członkini I Proletariatu.

## Życiorys
Pochodziła z rodziny szlacheckiej o tradycjach patriotycznych osiadłej w powiecie słuckim. Jej ojciec Włodzimierz uczestniczył w powstaniu styczniowym. Matka Henryka z Mioduszewskich była wnuczką siostry Tadeusza Kościuszki.    
Do Warszawy przyjechała wraz z rodziną w 1874, gdzie ukończyła prywatną szkołę średnią (pensję Izabeli Smolikowskiej), a następnie w 1880 uczęszczała na wyższe kursy humanistyczne przy prywatnej szkole I. Papi. 
W październiku 1881 złożyła egzamin na stopień prywatnej nauczycielki. Zetknęła się ze środowiskiem radykalnej młodzieży skupionej wokół legalnie wychodzącego „Przeglądu Tygodniowego” i „Prawdy”. Początkowo od 1882 inspirowana przez Aleksandrę Jentysównę uczestniczyła w zbiórce funduszy na rzecz więźniów politycznych Towarzystwie Czerwonego Krzyża Pomocy Więźniom Politycznym. W latach 1882–1883 uczęszczała na kursy tzw. Uniwersytetu Latającego.
Swojego mieszkania użyczała do organizowania spotkań rewolucyjnej i postępowej młodzieży warszawskiej. Od 1884 była już członkiem Socjalno-Rewolucyjnej Partii „Proletariat”, którą po aresztowaniu Waryńskiego kierował Stanisław Kunicki. Po kolejnej fali aresztowań w lipcu 1884 Bohuszewiczówna została przewodniczącą Komitetu Centralnego partii i pełniła tę funkcję do września 1885.
Zainicjowała założenie spółdzielczej szwalni, a 7 marca 1885 zorganizowała na placu Zamkowym manifestację bezrobotnych. 
Za swoją działalność została 29 września 1885 aresztowana i uwięziona w Cytadeli Warszawskiej, osadzono ją w celi z Julią Razumiejczyk i Rozalią Felsenhardt. Odmówiła składania wszelkich zeznań. Rozporządzeniem carskim z 12 maja 1887 została skazana na wysłanie na przeciąg pięciu lat pod jawny nadzór policji do Syberii Wschodniej, a po upływie tej kary miał jej zostać wzbroniony pobyt w granicach Królestwa Kongresowego. Zmarła w Krasnojarsku w 1887, podczas drogi na Syberię. Jej symboliczny grób znajduje się na cmentarzu Powązkowskim w Warszawie (kwatera 192-5-21).

## Upamiętnienie
Po jej śmierci, narzeczony Józef Karol Potocki, przyjął dla upamiętnienia pseudonim literacki „Marian Bohusz”. Jej imię noszą ulice w: Warszawie, Poznaniu i na największym osiedlu mieszkaniowym Niebrów w Tomaszowie Mazowieckim. Imię jej nosi Szkoła Podstawowa nr 23 w Łodzi. Od 1971 do 2004 imię Bohuszewiczówny nosiła Szkoła Podstawowa nr 71 w Warszawie (obecnie zlikwidowana).